# 塞克奧爾科山
14°44′50″S 71°53′34″W / 14.74722°S 71.89278°W
塞克奧爾科山（Siq'i Urqu），是秘魯的山峰，位於該國南部庫斯科大區，由聖托馬斯區和科波拉克區負責管轄，屬於安地斯山脈的一部分，海拔高度4,850米。